# 北梅多布魯克台 (佛羅里達州)
北梅多布魯克台（英語：North Meadowbrook Terrace）是位於美國佛羅里達州克萊縣的一個非建制地區。該地的面積和人口皆未知。

## 地理
北梅多布魯克台的座標為30°10′38″N 81°44′30″W / 30.17722°N 81.74167°W，而該地的平均海拔高度為16米（即52英尺）。